# J. Peter May
Jon Peter May (* 16. September 1939 in New York City) ist ein US-amerikanischer Mathematiker, der sich mit Topologie beschäftigt.
May studierte am Swarthmore College (Bachelorabschluss 1960) und an der Princeton University, wo er 1964 bei John Coleman Moore promoviert wurde (The cohomology of restricted Lie algebras and of Hopf algebras: application to the Steenrod Algebra). Danach war er Instructor und ab 1965 Assistant Professor an der Yale University und ab 1967 Associate Professor und ab 1970 Professor an der University of Chicago, wo er 1985 bis 1991 der Mathematik-Fakultät vorstand und 1988 bis 1996 Direktor des Mathematical Disciplines Center war. 1966 war er am Institute for Advanced Study und außerdem Gastprofessor an der Universität Cambridge (1971/72, 1976).
Er befasst sich mit algebraischer Topologie (dort ist eine Spektralsequenz nach ihm benannt), Homotopietheorie und Kategorientheorie. Er führte die Bezeichnung Operade in die Algebra ein.
Er ist Fellow der American Mathematical Society. 1997 war er Hardy Lecturer der London Mathematical Society.
Zu seinen Doktoranden gehört Ib Madsen.

## Schriften
- A concise course in algebraic topology, University of Chicago Press, 1999
- Simplicial objects in algebraic topology, van Nostrand, 1968
- Classifying spaces and fibrations, American Mathematical Society (AMS), 1975
- mit Frederick Cohen, T. J. Lada: The homology of iterated loop spaces, Springer Verlag, 1976
- mit J. P. C. Greenlees: Generalized Tate cohomology, American Mathematical Society, 1995
- mit I. Kriz: Operads, Algebras, Modules and Motives, AMS 1995
- mit L.G. Lewis, M. Steinberger: Equivariant stable homotopy theory, Springer Verlag, 1986
- mit M. A. Mandell: Equivariant orthogonal spectra and S-modules, AMS, 2002
- mit Elmendorff, Kriz, Mandell Rings, Modules and algebras in stable homotopy theory, AMS
- mit J. Sigurdsson: Parametrized Homotopy Theory, AMS, 2006
- The geometry of iterated loop spaces, Springer Verlag, 1972
- mit V. Gugenheim: On the theory and applications of differential torsion products, AMS, 1974